# إيجد تعفورا

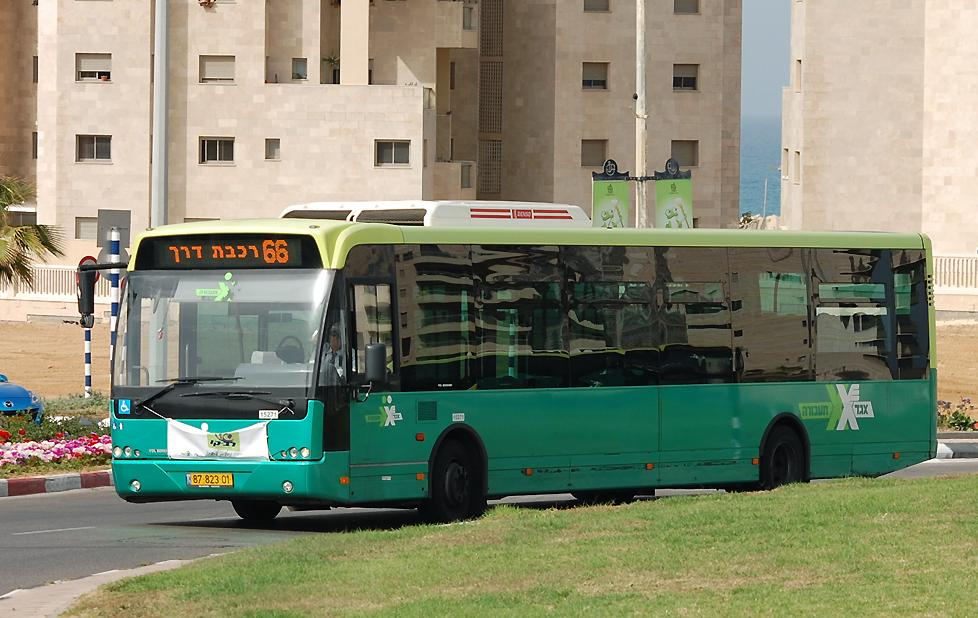

إيجد تعفورا (بالعبرية: אֶגֶד תַּעֲבוּרָה) هي شركة حافلات إسرائيلية. وهي شركة تابعة لتعاونية إيجد للحافلات ومجموعة تعفورا، وقد تأسست عن طريق دمج شركتين فرعيتين في إيجد، بعد عملية الخصخصة وإصلاح وسائل النقل العام في إسرائيل في العقد الأول من القرن الحادي والعشرين. رئيسها هو جدعون مزراحي، والرئيس التنفيذي هو رائد الشرطة الإسرائيلية المتقاعد اللواء ميكي ليفي.
في آذار / مارس 2007، توفي خمسة من سائقي إيجد تعفورا في حادث سير في مفرق جيناتون (الطريقان السريعان 40 و 443). وقد أقيم نصب تذكاري لهم على أساس محطة حافلات عسقلان المركزية.